# Varkoč

Surcot

Varkoč (angl. surcoat, v angl. terminologii se nerozlišuje surcot a varkoč, v dalších jazycích: francouzsky cotte d'armes, italsky sarcotta, německy Waffenrock) neboli bojová suknice se rozšířil ve 12. století. 
Dle Ottova slovníku naučného ovšem v angličtině existuje také obdobný výraz coat of arms, který je synonymem pro erb., neboť na varkoči byly vyšívány, či jinak vyobrazeny rodové erby nositelů.

## Popis
Z počátku se jednalo o pruh látky s otvorem pro hlavu, později se po stranách sešíval a ramínka se zúžila. Byl ušit z drahých látek a nesl na sobě erb svého nositele. Tvrdí se, že byl vynalezen křižáky, kteří si oblékli bílé košile přes zbroj, aby se tak chránili před žhavým palestinským sluncem. V druhé polovině 13. století byl často zesilován zespodu našitými plátky kovu. Z takto zesíleného varkoče se později vyvinula plátová vesta, což vedlo až na plátovou ochranu trupu. To ovšem neznamená, že by se varkoče přestaly užívat. Ve 14. století se zpravidla oblékaly přes kyrys a byly střiženy tak, aby těsně přiléhaly. Pěkný příklad je na tumbě Přemysla Otakara II. ve Svatovítské katedrále v Praze.